# Кастелмуцио
Кастелмуцио је насеље у Италији у округу Сијена, региону Тоскана.
Према процени из 2011. у насељу је живело 245 становника. Насеље се налази на надморској висини од 437 м.